# Stazione di Belice Mare
La stazione di Belice Mare è stata una fermata ferroviaria posta lungo la ex linea ferroviaria a scartamento ridotto Castelvetrano-Porto Empedocle chiusa nel 1986, era a servizio di Selinunte.

## Storia
La fermata venne inaugurata nel  21 febbraio 1914 insieme alla tratta Selinunte-Sciacca. Nel 1986 la fermata cessò il suo funzionamento insieme alla tratta Castelvetrano-Sciacca.

## Strutture e impianti
Era composta da un fabbricato viaggiatori e dal binario di circolazione.